# 阿诺德·S·雷尔曼
阿诺德·S·雷尔曼（英語：Arnold Seymour Relman，1923年6月17日—2014年6月17日）是一位美国內科學家和社会医学教授，1977–1991年间曾任《新英格兰医学杂志》（NEJM）主编。